# Stade béthunois Football Club
Maillots
Le Stade béthunois Football Club est un club de football français fondé en 1902 et basé à Béthune, dans le Pas-de-Calais.

## Histoire
Le club est fondé en 1902 et n’a connu que les niveaux amateurs du football français. Béthune se fait un nom dans le football français en remportant le championnat de France amateurs en 1938, après avoir remporté le championnat de Division d'Honneur de la Ligue du Nord. Après la Seconde Guerre mondiale, en 1947, le club remporte une nouvelle fois la DH-Nord mais ne termine qu'à la cinquième place du groupe A de CFA.
Le Stade béthunois intègre ensuite la Division Nationale du CFA, nouveau format instauré lors de la saison 1948-1949. Lors de cette saison, le club remporte le groupe Nord, puis la phase finale opposant les vainqueurs de chaque groupe. Béthune est ainsi sacré champion de France amateurs pour la deuxième fois.
Après six saisons passées en CFA, le club est relégué en DH en 1954. Il faut ensuite attendre les années 1980 pour revoir les Béthunois intégrer les échelons nationaux avec une montée en Division 4 en 1981. De la fin des années 1980 au début des années 2000, le club se maintient au niveau national avant de rester bloqué au niveau régional depuis 2003.
En janvier 2024, le club nomme Jean-Guy Wallemme comme manager général de l’équipe première. Il remplace Carmelo Cannetti, licencié par le club béthunois un mois plus tôt.

## Identité

### Logos

Ancien logo.
Logo actuel.

## Palmarès
- Championnat de France amateurs (2)
  - Champion en 1938 et 1949
- Championnat de Division d'Honneur (4)
  - Champion : 1938, 1947, 1981, 1987
- Coupe de France
  - 8e de finale en 1938[5] et 1948[6]

## Stade

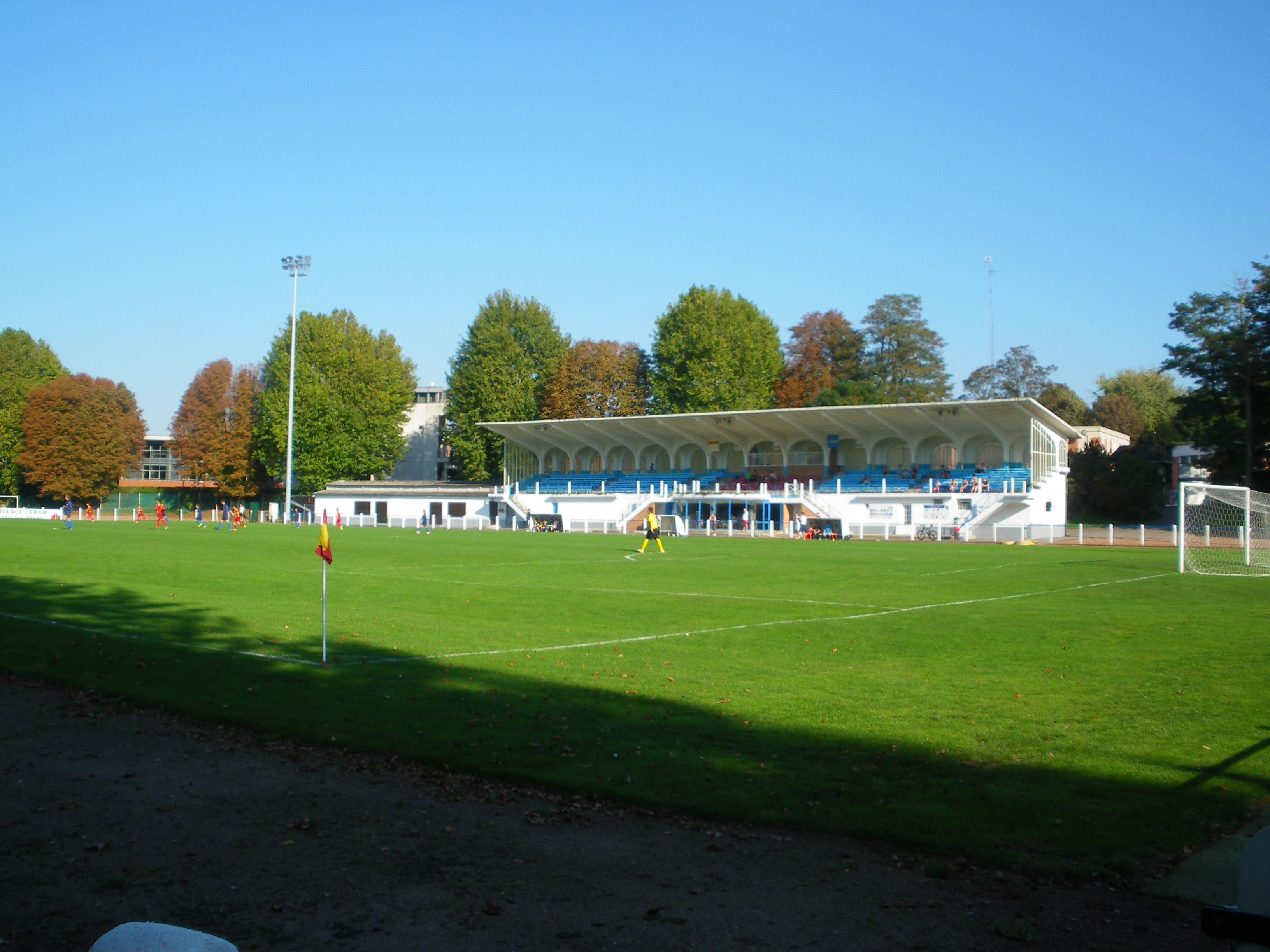
Terrain et tribune principal du stade Hermant-Deprez.

Le Stade béthunois joue ses rencontres au stade municipal Hermant-Deprez, nommé ainsi en hommage à deux anciennes gloires du club Louis Hermant et Léonce Deprez. Le stade peut accueillir 1500 spectateurs.

## Personnalités

entrée du stade Hermant-Deprez.

### Entraîneurs
- 1932 à 1934 :  Raymond Demey
- 1934 à 1935 :  Zoltán Varga
- 1980 à 1983 :  Patrice Bergues
- 1993 à 1998 :   Jean-Francois Niemezcki
- 1998 à 1999 :  Daniel Krawczyk
- 2012 à 2014 :  Stéphane Tousart[8]
- 2014 à 2016 :  Abdelhak Belkacem[9]
- 2016 à 2021 :  Jean-Claude Froissart[10]
- 2021 à 2022 :  Grégoire Blondel[11]
- 2022 à 2023 :  Carmelo Cannetti[12]
- Depuis janvier 2024 :  Jean-Guy Wallemme[3]

### Anciens joueurs
- Louis Dugauguez
- Nicolas Fauvergue